# Fortean Times
Fortean Times es una revista mensual británica dedicada a los fenómenos anómalos popularizados por Charles Fort. Publicada anteriormente por John Brown Publishing (de 1991 a 2001) y luego I Feel Good Publishing (2001 a 2005), ahora es publicada por Dennis Publishing Ltd.
En diciembre de 2017, su tirada de impresión fue de poco más de 13.600 copias por mes. Esto no incluye ventas digitales. El lema de la revista es: The World of Strange Phenomena "El mundo de los fenómenos extraños".